# Lincoln Parish
Das Lincoln Parish (frz.: Paroisse de Lincoln) ist ein Parish im Bundesstaat Louisiana der Vereinigten Staaten. Im Jahr 2020 hatte das Parish 48.396 Einwohner und eine Bevölkerungsdichte von 39,6Einwohner pro Quadratkilometer. Der Verwaltungssitz (Parish Seat) ist Ruston.

## Geographie
Das Parish liegt im Norden von Louisiana, ist etwa 30 km von Arkansas entfernt und hat eine Fläche von 1223 Quadratkilometern, wovon zwei Quadratkilometer Wasserfläche sind. Es grenzt an folgende Parishes:
| Claiborne Parish | Union Parish   |                 |
|                  |                | Ouachita Parish |
| Bienville Parish | Jackson Parish |                 |

## Geschichte

Abraham Lincoln

Das Lincoln Parish wurde 1873 aus Teilen des Bienville Parish, des Claiborne Parish, des Jackson Parish und des Union Parish gebildet. Benannt wurde es nach Abraham Lincoln (1809–1865), dem sechzehnten Präsidenten der USA.
28 Bauwerke und Stätten des Parish sind im National Register of Historic Places eingetragen (Stand 5. November 2017).

## Demografische Daten
Nach der Volkszählung im Jahr 2000 lebten im Lincoln Parish 42.509 Menschen in 15.235 Haushalten und 9.689 Familien. Die Bevölkerungsdichte betrug 35 Einwohner pro Quadratkilometer. Ethnisch betrachtet setzte sich die Bevölkerung zusammen aus 57,42 Prozent Weißen, 39,84 Prozent Afroamerikanern, 0,18 Prozent amerikanischen Ureinwohnern, 1,28 Prozent Asiaten, 0,01 Prozent Bewohnern aus dem pazifischen Inselraum und 0,52 Prozent aus anderen ethnischen Gruppen; 0,75 Prozent stammten von zwei oder mehr Ethnien ab. 1,16 Prozent der Bevölkerung waren spanischer oder lateinamerikanischer Abstammung, die verschiedenen der genannten Gruppen angehörten.
Von den 15.235 Haushalten hatten 30,0 Prozent Kinder und Jugendliche unter 18 Jahre, die bei ihnen lebten. 44,5 Prozent waren verheiratete, zusammenlebende Paare, 15,3 Prozent waren allein erziehende Mütter, 36,4 Prozent waren keine Familien, 27,0 Prozent waren Singlehaushalte und in 9,4 Prozent lebten Menschen im Alter von 65 Jahren oder darüber. Die Durchschnittshaushaltsgröße betrug 2,44 und die durchschnittliche Familiengröße lag bei 3,01 Personen.
Auf das gesamte Parish bezogen setzte sich die Bevölkerung zusammen aus 22,1 Prozent Einwohnern unter 18 Jahren, 25,7 Prozent zwischen 18 und 24 Jahren, 23,2 Prozent zwischen 25 und 44 Jahren, 17,6 Prozent zwischen 45 und 64 Jahren und 11,3 Prozent waren 65 Jahre alt oder darüber. Das Durchschnittsalter betrug 26 Jahre. Auf 100 weibliche kamen statistisch 94,2 männliche Personen. Auf 100 Frauen im Alter von 18 Jahren oder darüber kamen 90,9 Männer.
Das jährliche Durchschnittseinkommen eines Haushalts betrug 26.977 USD, das Durchschnittseinkommen der Familien betrug 38.972 USD. Männer hatten ein Durchschnittseinkommen von 32.376 USD, Frauen 20.877 USD. Das Prokopfeinkommen betrug 14.313 USD. 18,2 Prozent der Familien 26,5 Prozent der Bevölkerung lebten unterhalb der Armutsgrenze. Davon waren 30,1 Prozent Kinder oder Jugendliche unter 18 Jahre und 18,1 Prozent waren Menschen über 65 Jahre.

## Städte und Gemeinden

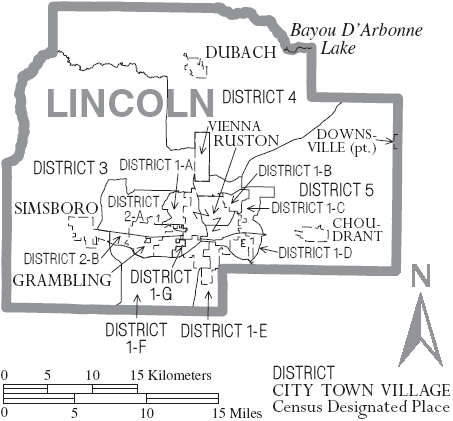
Karte des Lincoln Parishes

| - Ansley - Barnet Springs - Cartwright - Choudrant - Corinth - Downsville1 | - Dubach - Grambling - Hico - Hilly - Kellys - Montcalm | - Ruston - Simsboro - Unionville - Vernon - Vienna - Woodville |

1 – teilweise im Union Parish